# 플로리다 애틀랜틱 대학교
플로리다 애틀랜틱 대학교(Florida Atlantic University)는 미국 플로리다주 보카러톤에 있는 주립 대학교다. 27000명이 넘는 학생과 1600명 가량의 교수진을 보유하고 있는 플로리다 애틀랜틱 대학교는 플로리다 주립 대학교 시스템 (State University System of Florida)의 11개 주립대학교 중의 한 곳이다. 1961년 설립되었고 현재 총장은 Dr. Mary Jane Saunders 박사이다.